# Ed Starink
Eduward A. J. Starink, detto Ed, noto anche con lo pseudonimo di Star Inc. (Apeldoorn, 17 dicembre 1952), è un musicista e compositore olandese.
Famosi sono anche i suoi album con reinterpretazione di titoli strumentali di p.e. Jean-Michel Jarre, Vangelis o Jan Hammer.
Fin dall'infanzia, Starink venne avvicinato a varie forme di musica quali il pianoforte e la chitarra. Iniziò così ad avvicinarsi alla musica suonando vari strumenti in una band, ma il suo stile venne quasi interamente influenzato dal suo successivo accostarsi al sintetizzatore.
Starink ha lavorato per vari importanti studi di registrazione nei Paesi Bassi e in Europa. Come tastierista ha accompagnato i Beach Boys all'organo Hammond, e ha suonato le tastiere per David Bowie. Starink si è laureato nel 1976, ed ha continuato impartendo lezioni all'Accademia di Musica all'Aia.
Il suo album di debutto è stato Cristallin, ma le sue migliori pubblicazioni sono le sue cover di altri successi strumentali e di colonne sonore del cinema e della televisione, concessi per la sua etichetta discografica, la Star Inc.
Dopo un periodo ricreativo, Ed Starink ha deciso di realizzare il sogno di comporre un epos sull'universo. Ha iniziato nel 2002/2003 con la preparazione e la composizione di questo progetto, finendo il suo lavoro per i Piano Works nella primavera del 2012. I Piano Works sono la prima parte del Starink's Universe Symphony: composti da più di dieci ore di musica, sono stati resi disponibili solo mediante il download.